# 中野七緒
中野 七緒（なかの なお、1980年10月18日 - ）は日本のAV女優、元グラビアアイドル。旧芸名は永瀬ゆみ。

## 略歴
永瀬ゆみ名義で2008年から巨乳グラビアアイドルとして活動。撮影会モデルやオートメッセ、モーターショーなど関西を中心にイベントコンパニオンとしても活動した。所属事務所はFRESH PROMOTION。
2010年4月7日より恵比寿マスカッツに4期生として加入。グループ最年長メンバーでもあった。
2011年5月4日に恵比寿マスカッツを脱退し、以後もグラビアを中心に活動したが同年中に引退。その後は撮影会のモデルやヘアメイクの仕事などをしていた。
2019年7月、溜池ゴロー専属女優の「中野七緒」としてAVデビュー。
2020年7月よりOPPAIの専属女優となる。
2021年1月より専属を離れ企画単体女優となる。

## 人物
- 出身地：兵庫県
- 趣味：フェイシャルエステ、半身浴、乗馬
- 特技：日本舞踊、絵画、片手パイズリ[1]
- 好きな食べ物：アワビ、生カキ、ソフトクリーム

## 裁判
2014年に2011年に発売されたイメージDVDについて「勝手にアナルを映したDVDを発売され、耐え難い精神的苦痛を被った」として制作会社であるキングダムを相手に慰謝料300万円を求めて提訴。制作会社が敗訴し、220万の賠償命令が下された。

## 出演

### テレビ
- ちょいとマスカット!（2010年4月7日 - 2010年9月29日、テレビ東京）
- おねだりマスカットDX!（2010年10月6日 - 2011年、テレビ東京）
- 魁!音楽番付（2010年12月22日、フジテレビ）

## 作品

### イメージDVD
- 恋愛小説 4（2008年8月20日、ビーエムドットスリー）
- 〜…エトロ素裸。〜（2008年11月28日、オルスタックピクチャーズ）
- ゆみちんのコスってエンジェル（2009年3月21日、イメージボックス）
- 触手新生!（2009年5月29日、オルスタックピクチャーズ）
- 美巨乳クイーン（2009年7月31日、BNS）
- G・キャノン（2009年11月20日、style69）
- pg（2010年1月25日、ターンテーブル）
- レベルえっち（2010年3月25日、コンセント）
- 激・MAX!（2010年5月22日、INTEC Inc）
- This is NAGASE（2010年8月4日、QH映像）
- Erotic Girl（2010年8月16日、KEN FACTORY）※DVD写真集
- GIRIGIRIマンボー!（2010年10月25日、コンセント）
- G-GIRL'S（2010年11月26日、オルスタックピクチャーズ）共演:南菜々子
- Luxury（2010年12月23日、INTEC Inc）
- マスカッツ!（2011年2月26日、INTEC Inc）
- 疑惑（2011年5月27日、キングダム）
- CALIFORNIA NUDE（2011年7月8日、キングダム）
- Santa Monica（2011年9月9日、キングダム）

### アダルトDVD
※◎はBlu-ray版あり
- 超人気グラビアアイドルの超過激SEX体験を本人の目の前で超リアルに再現して見せつけるDVD（11月5日、SODクリエイト）　他出演:桧山かおり、松橋まりこ
- 現役グラビアアイドル タオル一枚 男湯入ってみませんか?（12月19日、SODクリエイト）他出演:山田さやか、松永みく

- 元・芸能人! Hcupスレンダー巨乳人妻AVデビュー!!（7月13日、溜池ゴロー）[2]
- 追撃ピストン7200回イクイク痙攣269回絶頂潮4600cc涎・汗・雌汁漏らしっぱなしケダモノ絶叫絶頂3本番スペシャル!（8月13日、溜池ゴロー）[3]
- 中出し解禁! 元・芸能人Hcup巨乳人妻が妊娠覚悟で経験する中出し性交3本番（9月13日、溜池ゴロー）
- 銀座にあった! 伝説の超高級中出しソープ （10月13日、溜池ゴロー）
- 妻の残業NTR わたし、旦那に嘘をついて残業しています…。（11月13日、溜池ゴロー）
- 本番なしのマットヘルスに行って出てきたのは隣家の高慢な美人妻。弱みを握った僕は本番も中出しも強要! 店外でも言いなりの性奴隷にした（12月13日、溜池ゴロー）

- 私、実は夫の上司に犯され続けてます…（1月13日、溜池ゴロー）
- 欲求不満な団地妻と孕ませオヤジの汗だく濃厚中出し不倫（2月13日、溜池ゴロー）
- 365日セックスレスが続き禁欲させられた欲求不満な人妻をおれが寝取ってめちゃめちゃ中出ししまくってやった（3月13日、溜池ゴロー）
- 旦那が喫煙している5分の間 義父に時短中出しされて毎日10発孕ませられています…。 (4月13日、溜池ゴロー）
- 女教師NTR 学年主任の妻が教頭先生と修学旅行の下見へ行ったきり…（5月13日、溜池ゴロー）
- 冷凍倉庫の閉じ込め事故で二人っきり…パートの人妻と朝まで裸で抱き合ってカラダを温め合う密着性交（6月13日、溜池ゴロー）
- Hcup高級ランジェリー販売員の誘惑セールス術 中野七緒（7月19日、OPPAI）◎[4]
- 親父の再婚でできた義母が家では常に裸族。寝ている巨乳にガマンできず馬乗り、睡姦パイズリ（9月19日、OPPAI）◎
- 中野七緒 1年分12タイトル 43本番 12時間BEST（10月13日、溜池ゴロー）※ベスト盤
- チ○ポバカになるまで絶対連射!! 凄乳テクでパイズリ回春マッサージ（10月19日、OPPAI）
- 彼氏に30日間禁欲させられケダモノになった巨乳をおれが先に寝取ってめちゃめちゃヤリまくってやった（11月19日、OPPAI）

- 「おばさんの下着で興奮するの?」 脱ぎたてのパンティで甥っ子の精子を一滴残らず搾りとる叔母（1月1日、VENUS）
- 催淫暗示 隣人に操られた巨乳妻（1月1日、プラネットプラス）
- 元芸能人・美人妻マドンナ初登場!! 会社も、妻も、奪われた―。社長夫人NTR（1月7日、マドンナ）
- ボイン大好きしょう太くんのHなイタズラ（1月7日、グローリークエスト）
- パイズリママ 巨乳ママの無差別チン汁搾取（1月19日、ドグマ）
- あん時のセフレ… は友人の母親（2月11日、タカラ映像）
- ささやき密着で父親にバレないように息子を秘かに誘惑する母親（2月13日、VENUS）
- 母子交尾 【西日光路】（2月19日、ルビー）
- お義母さん、にょっ女房よりずっといいよ…（3月11日、タカラ映像）
- 担任の私と男子生徒が涎を垂れ流し何度も夢中で舌を絡めるご両親不在のベロチュウ家庭訪問（3月13日、VENUS）
- 巨乳マン汁噴射! ドMな巨乳妻を潮吹き拷問（3月19日、ドグマ）
- 息子の嫁を妄想NTR（3月19日、KSB企画/エマニエル）
- Hカップドエロ巨乳妻の潮吹き交尾（3月25日、豊彦）※「椎名寛子」名義
- レズ不倫 〜隣の美熟女は白肌巨乳のチート級スケベ妻〜（4月1日、U&K）共演:鈴木さとみ
- もうこれ以上、あなたのお父さんを裏切りたくないの… 夫の連れ子に犯され続けた妻の葛藤。（4月7日、アタッカーズ）
- 父が出かけて2秒でセックスする母と息子（4月19日、母子交尾）
- 中野七緒 8時間BEST（4月19日、OPPAI）※ベスト盤
- 父が出かけて2秒でセックスする母と息子（4月19日、VENUS）
- 素人妻をガチナンパ! 女ざかりなアラサー奥様が悩むED男子のインポ改善いやらしすぎるカラダとエロテクでフル勃起したち○ぽを生ハメ! イってもやめない激ピストンでドピュドピュ連続中出し!!（4月23日、赤面女子）他出演:長谷川あい、新川愛七、麻宮わかな
- 一流のおば様ナンパ セレブ美熟女中出しJAPAN 29（5月14日、ホットエンターテイメント）他出演:栗野葉子、成島明美
- 友人の母親と2人だけの秘密。 おばさんに無理矢理中出しセックスしたことは…。（5月19日、VENUS）
- デニムマニアックス 美脚、美尻のレズビアン（6月13日、U&K）共演:鈴木さとみ
- 熟女連れ込み! 他人棒と遊ぶ人妻 盗撮ドキュメントのすべて 25 〜止まらない性欲を抑えきれず年下君を喰いまくる四十路妻たち〜（6月13日、熟女プライベート）※「英子」名義　他出演:史奈
- 素人妻ナンパ全員生中出し5時間セレブDX 75（6月15日、ロータス）他出演:丹羽すみれ、瀬名ひかり、REMI、田所百合
- 120%リアルガチ軟派伝説 97（6月18日、プレステージ）他出演:斎藤まりな、日向理名、八尋麻衣、辻さくら
- 旅行代理店営業課長 童貞君との商談性交しました!（6月19日、ルビー）
- 素人妻が一般大学生の自宅にコンドーム1つ渡され一泊 一度のゴム姦では満足できず宿泊中2度もガチ中出しを許してしまう 騎乗位がお好きな四十路Hカップ妻 ななおさん 42歳（7月8日、コスモス映像）※「ななお」名義
- 禁断介護（7月15日、グローリークエスト）
- パートから帰ってきた母親のツンと鼻をつく汗の匂いで理性を失った息子（7月19日、VENUS）
- 熟女限定 熟女が部屋にやって来た お持ち帰り盗撮 そのままAV発売へ 43 大学生君の臭いチ●ポの匂いだけで発情する人妻編（7月19日、熟女バンク）※「奈々子」名義　他出演:広美
- 黒人巨大マラ 犯された日本人熟女 夫の借金のカタに犯され続けた人妻。二度と帰れない陵辱4P輪姦 【初黒人解禁作品!!】（7月25日、グローバルメディアエンタテインメント）
- 僕に勃起薬を飲ませて自慢の巨乳で痴女る四十路のお母さん（8月19日、ルビー）
- 美尻・巨尻美女の激イキ杭打ちピストンディルドオナニー（9月1日、OFFICE K'S）他出演:吉根ゆりあ、佐々木咲和、川原かなえ、塚田詩織
- 一般募集で来た素人奥様に「童貞君のチ●ポを洗っていただけませんか?」とお願いしたら… 勃起チ●ポに人妻さんも興奮しちゃったみたいでそのまま優しく筆おろしSEXさせてくれました（9月1日、OFFICE K'S）他出演:百瀬あいり、佐伯由美香
- はだかの主婦 三鷹市在住(37) 中野七緒（9月1日、プラネットプラス）
- おしっこ114連発 98人（9月2日、グローリークエスト）
- 美容室でケープの中を全裸にされカット中に何度もこっそりイキさせられる敏感女（9月9日、ナチュラルハイ）他出演:宮沢ちはる、辻さくら
- 会社の非常階段で妻と同僚がヤっていた!! 2（9月14日、JET映像）他出演:瀬名ひかり
- 驚異のアナコンダ舌! 下半身3点責めW痴女（9月14日、犬）共演:佐伯由美香
- S級熟女コンプリートファイル 中野七緒 6時間（9月21日、VENUS）※ベスト盤
- ドラレコNTR21 車載カメラは見ていたねとられの一部始終を（10月12日、JET映像）他出演:乃木はるか
- 酒乱、淫乱、大混乱! お酒大好きな美魔女のSEX小旅行! 中野七緒 〜お酒を片手に大胆なSEXをする女!（10月26日、セレブの友）
- 発情母（11月1日、プラネットプラス）
- 濃厚な接吻とねっとり愛撫で息子の嫁を寝取る絶倫義父の中出し性交（11月2日、グローリークエスト）他出演:鈴木さとみ、並木塔子、本真ゆり
- 姑に息子の童貞を奪われた母（11月2日、ルビー）他出演:深雪つばさ
- 全裸聖水飲ませ 2（11月9日、犬）他出演:あおいれな、弥生みづき、高瀬りな、椿りか、志木あかね、新川ゆず、真木夏芽、水沢つぐみ、星優香、長谷川古宵、乃木はるか、白鳥すわん、聖祐那、山本蓮加、杏羽かれん、志恩まこ、三葉優花、佐々木咲和、川菜美鈴、佐伯由美香、佐藤りこ、藤みゆき、愛須みのん、卯水咲流、愛乃零、夏目藍果、宮崎リン、桐谷なお、希望光
- このたびウチの妻(40)がパート先のバイト君(20)(童貞)にねとられました… →くやしいのでそのままAV発売お願いします。【童貞狩りシリーズ】（11月9日、JET映像）

- 職を探して上京して来た童貞甥子に夫に内緒でヤラせてあげた優しい優しい別嬪叔母　（3月1日、熟女大学/熟女卍）
- 引退した私が優しくて美人な倅の嫁と日常的に SEXしている様子が録れましたのでせっかくなので そのままAV転売致します2 （4月19日、カルマ）
- 激ヤバ超エロおもてなし 税金GメンVSスケスケ大  将　（5月3日、Secret（ルビー））

- まるっと！中野七緒　（11月20日、プラネットプラ ス）

- カメラの前でおしっこする女 5（11月26日、グローリークエスト）

### アダルトVR
- 【天井特化アングル】骨折で入院中に朝勃ちチ○ポを毎朝パイズリ検温! 動けないボクに騎乗位プレスで射精管理までしてくれる巨乳ナースの神看護VR（2020年12月3日、OPPAI）

### 配信限定
- ラグジュTV 1345 仕事もプライベートも女としての悦びを充実させたい美魔女がラグジュTVへ参上!!濃厚な大人の色気を振りまく抜群のグラマラスプロポーションが魅せる妖艶な姿は必見!!（2020年12月28日、ラグジュTV）※「七々緒」名義
- 【奇跡の熟女】元舞台女優　奥様39歳【30分で完堕ち】SNS#精子提供で来た奥さんのHcup爆乳つかんでマンコ直射の連続種付け。怒涛の極太絶倫チンポ子宮キスに痙攣アクメ【NTR個撮】（2021年4月7日、心斎橋ハードコア）
- ななお　（2021年4月16日　俺の素人-Z-）
- なおこ　（2021年8月16日 ハメドリネットワーク）
- あみ　（2021年12月20日　ハメドリネットワーク）
- 【個人】Hカップ四十路スレンダー人妻　美人過ぎる女社長　家庭を置き去りにして営業マンとの生セックス狂う個人撮影 （2021年3月22日　ハマオカサン）
- E★人妻DX Hカップ美魔女人妻本気度100%中出しSEX  （2021年6月4日）
- なお　なお2 （2022年1月10日　美人熟女図鑑）

### デジタル写真集
2021年
- 催淫暗示 隣人に操られた巨乳妻（1月1日、プラネットプラス）
- 息子の嫁を妄想NTR（3月19日、プラネットプラス）
- はだかの主婦 三鷹市在住(37) 中野七緒（9月1日、プラネットプラス）
- 発情母（11月1日、プラネットプラス）

### CD
- OECURA MAMBO/私マンボー（2010年7月7日、ユニバーサルミュージック）※「恵比寿マスカッツ」名義